# 安東尼奧·佩亞達
安東尼奧·荷西·佩亞達·佩雷斯（Antonio José Puerta Pérez，1984年11月26日—2007年8月28日），是一名已经逝世的西班牙职业足球运动员和国家队成員，生前一直效力塞维利亚，司職左中場，亦可出左後衛。2007年，年仅22岁的他在赛场上突发心脏病，三天后去世，震惊了世界足坛。

## 職業生涯
普埃尔塔出身自西維爾的青訓隊，同期的隊友包括塞尔吉奥·拉莫斯、巴勃罗·阿尔法罗等。他是一名左腳球員，擅長左中場位置，也可以出任左后卫。2004/05赛季，普埃尔塔从塞维利亚B队提升至球队的一隊，在西班牙足球甲级联赛為塞维利亚上陣53次，射入5個入球。普埃尔塔最為人樂道的表現是2005/06年球季，在欧洲联盟杯的準決賽對戰沙尔克04時，於禁區頂射入致勝的一球，令球隊晉身決賽，後來西維爾取得是項比賽冠軍。
普埃尔塔在球場上的表現逐漸獲得認同，曾經代表西班牙21歲以下國家隊比賽，亦曾入選西班牙國家隊。歐洲大球會如阿森纳、皇家馬德里及曼聯等也曾经表示过对于普埃尔塔的兴趣。塞维利亚本来已经获得2007/08赛季欧洲冠军联赛参赛权，但是普埃尔塔却在赛事刚开始时就去世，一生從未在歐洲聯賽冠軍盃上陣。

### 國家隊
普埃尔塔曾經一次代表西班牙國家隊，於2006年10月6日的2008歐洲國家盃外圍賽出戰瑞典。

## 英年早逝
佩亞達於2007年8月25日的2007/08的西班牙甲組聯賽開幕戰，於西維爾主場皮斯胡安球場對的比賽中，直至上半場35分鐘，當時佩亞達正在返回後半場的龍門時，突然心臟病發，在球場上暈倒。隊友及球隊的醫療人員趕至，為他進行急救，避免吞掉舌頭而出現呼叫困難。後來一度甦醒，並可自行步行出場外。返回更衣室時，佩亞達再次出現多次心臟停頓，需要心肺復甦法救治，並送到市內醫院深切治療部搶救，延至2007年8月28日西班牙時間下午2時30分不治。
佩亞達逝世當晚，其遺體被運送到西維爾的主場比斯桑球場，讓球員及超過10000名球迷向他致敬。
佩亞達的死因為心室纖顫（Ventricular fibrillation），引致腦部缺氧及多個器官衰竭而不治。他與另外兩位在比賽時暴斃的著名足球員喀麥隆的及匈牙利的費赫爾的死因雷同。為佩亞達診治的醫生指出，他的右心室的心肌出現毛病，誘發出心跳不規律，即使佩亞達過去曾經先後兩次因暈眩而無法比賽，也未必可以事先診斷到心臟的問題。
由於佩亞達的離世，原定於2007年8月28日晚上舉行的歐洲聯賽冠軍盃第三圈第二回合西維爾作客希臘AEK雅典的賽事，以及9月3日西班牙甲組聯賽西維爾作客奧沙辛拿的比賽將會延期；歐洲足協則宣佈，8月31日出戰AC米蘭的歐洲超級盃決賽如期舉行，比賽時雙方球員皆佩戴黑紗，並在比賽球衣後摆處繡上了佩亞達的名字以纪念逝去的佩亞達。
此外，為紀念佩亞達，西甲隊伍皇家馬德里取消原定於8月29日與士砵亭的友賽，而巴塞羅拿則將與國際米蘭的比賽10%門券入益作為研究心臟病的用途。而塞維利亞主席德爾尼多也在歐洲超級盃的比後宣布普埃爾塔曾經身穿的16號球衣將在塞維利亞退役，而16號球衣最後落在佩亞達手中。佩亞達的未婚妻於2007年10月22日誕下遺腹子，取名為Aitor Antonio Puerta，這名嬰兒將成為西維爾隊的第45,284名成員，原定亦只有他才能穿上佩亞達生前的16號球衣。但因西班牙皇家足球協會有规定，一线队必须穿1到25号球衣，不得例外，如塞维利亚坚持16号退役，则只能少报一名球员。于是2007-08赛季，16号球衣被交给了普埃尔塔的好友大卫·普列托。

## 榮譽

### 西維爾
- 歐洲足協盃：2005-2006 & 2006-2007
- 歐洲超級盃：2006
- 西班牙超級盃：2007
- 西班牙盃：2007
- 西班牙甲組聯賽：2007-2008( 第5名 )